# إرنست إي. كول
إرنست إي. كول (بالإنجليزية: Ernest E. Cole)‏ هو سياسي أمريكي، ولد في 18 نوفمبر 1871 بسافونا في الولايات المتحدة، وتوفي في 19 نوفمبر 1949. حزبياً، نشط في الحزب الجمهوري. وقد انتخب عضو جمعية ولاية نيويورك وانتخب عضو مجلس ولاية نيويورك.